# うしかい座シグマ星
うしかい座σ星(σ Boo / σ Bootis)は、うしかい座に位置する4等星の恒星である。うしかい座ρ星のすぐ南東に位置する。

## 特徴
うしかい座σ星は三重星で、4.5等のAから方位角85° 角距離215秒の位置に11等星のBが、Aから方位角101°角距離223秒の位置に12等星のCが見える。これらは、見かけの三重星で力学的な関係はないと考えられる。
うしかい座σ星は黄白色のF型主系列星で、明るさは4.45等級から4.49等級に複雑な周期で変化し、一見するとたて座δ型変光星だが、変光星型は確定していない。
うしかい座σ星の周囲からは赤外線が放射されており、40Kの星周塵が星から88AU離れたところまで広がっており、塵の質量は地球質量の0.6%程度と見積もられている。

## 名称
うしかい座σ星は、アラビア語で「2匹の羊」という意味のAl Hamalainという固有名をうしかい座ρ星と共有している。うしかい座σ星単独では、Hemelein Secundaと呼ばれている。